# Cruel Summer (serie de televisión)
Cruel Summer es una serie de televisión antológica estadounidense de drama adolescente y suspenso, creada por Bert V. Royal para Freeform. La serie se estrenó el 20 de abril de 2021. Está producida por Entertainment One e Iron Ocean Productions. La serie se lanzó exclusivamente en Amazon Prime Video el viernes 6 de agosto en Latinoamérica y el resto del mundo (excepto en Estados Unidos y Canadá). En junio de 2021, la serie fue renovada para una segunda temporada, que se estrenó el 5 de junio de 2023.
En diciembre de 2023, la serie fue cancelada luego de dos temporadas.
La serie fue anunciada que fue revivida para hacer una tercera temporada como Olivia Holt volviendo a interpretar a Kate Wallis y Holt con el rol de productora ejecutiva del programa

## Sinopsis

### Temporada 1
La primera temporada muestra los efectos a largo plazo de un secuestro en la ciudad ficticia de Skylin (Texas), centrándose en tres días a lo largo de tres años en 1993, 1994 y 1995.
Trata de dos mujeres jóvenes: Kate Wallis, una querida chica popular que un día desaparece sin dejar rastro a manos de Martin Harris; y Jeanette Turner, una incómoda marginada que es acusada en el caso de la desaparición de Kate por no denunciarlo desde el principio, lo que hace que se convierta en la persona más despreciada de América. Cada episodio sigue a un personaje diferente mientras se desarrolla la historia de las consecuencias de la muerte de Martin y el rescate de Kate.
Los episodios alternan entre el punto de vista de Jeanette y Kate.

### Temporada 2
La segunda temporada tiene lugar entre 1999 y 2000 en la ciudad ficticia de Chatham (Washington), y sigue a tres amigos adolescentes: Megan, Isabella y Luke. Megan, una aspirante a codificadora, y su familia, dan la bienvenida a Isabella, una estudiante de intercambio, a su casa durante un año. Megan e Isabella desarrollan una amistad que se complica cuando ambas se involucran sentimentalmente con Luke, el mejor amigo de la infancia de Megan. 
En unos meses, las cosas se desmoronan rápidamente cuando un video sexual filtrado hace que Megan e Isabella se conviertan en las principales sospechosas del asesinato de Luke.

## Elenco y personajes

### Principales
| Olivia Holt        | Kate Wallis       | 9  | Principal |           | TBA |
| Chiara Aurelia     | Jeanette Turner   | 9  | Principal |           |     |
| Froy Gutierrez     | Jamie Henson      | 9  | Principal |           |     |
| Harley Quinn Smith | Mallory Higgins   | 10 | Principal |           |     |
| Allius Barnes      | Vince Fuller      | 7  | Principal |           |     |
| Blake Lee          | Martin Harris     | 9  | Principal |           |     |
| Michael Landes     | Greg Turner       | 8  | Principal |           |     |
| Brooklyn Sudano    | Angela Prescott   | 5  | Principal |           |     |
| Sadie Stanley      | Megan Landry      | 10 |           | Principal |     |
| Lexi Underwood     | Isabella LaRue    | 10 |           | Principal |     |
| Griffin Gluck      | Luke Chambers     | 10 |           | Principal |     |
| Lisa Yamada        | Parker Tanaka     | 7  |           | Principal |     |
| Sean Blakemore     | Sheriff Jack Myer | 8  |           | Principal |     |
| KaDee Strickland   | Debbie Landry     | 8  |           | Principal |     |

### Recurrentes
| Temporada 1 - Sarah Drew como Cindy Turner - Barrett Carnahan como Derek Turner - Andrea Anders como Joy Wallis - Benjamin J. Cain Jr como Rod Wallis - Nicole Bilderback como Denise Harper - Nathaniel Ashton como Ben Hallowell - Damon Carney como Hank Stevenson - Ashlei Sharpe Chestnut como Ashley Wallis - Jason Douglas como Nick Marshall | Temporada 2 - Braeden De La Garza como Brent Chambers - Nile Bullock como Jeff Pope - Ben Cotton como Ned Faunce - Paul Adelstein como Steve Chambers - David James Lewis como Tom Galvin - Jessica Hayles como Rebecca - Olly Sholotan como Trevor Cole |

## Episodios
| Temporada | Temporada | Episodios | Episodios | Emisión original    | Emisión original    |
| Temporada | Temporada | Episodios | Episodios | Primera emisión     | Última emisión      |
| --------- | --------- | --------- | --------- | ------------------- | ------------------- |
|           | 1         | 10        | 10        | 20 de abril de 2021 | 15 de junio de 2021 |
|           | 2         | 10        | 10        | 5 de junio de 2023  | 31 de julio de 2023 |

### Temporada 1 (2021)
| N.º en serie | N.º en temp. | Título                            | Dirigido por        | Escrito por     | Fecha de emisión original | Audiencia (millones) |
| --- | ------------ | --------------------------------- | ------------------- | --------------- | ------------------------- | -------------------- |
| 1 | 1            | «Happy Birthday, Jeanette Turner» | Max Winkler         | Bert V. Royal   | 20 de abril de 2021       | 0,274                |
| Alternando el 21 de junio de 1993, 1994 y 1995, Jeannette Turner celebra su cumpleaños: - En 1993, se encuentra con la popular Kate Wallis y su novio, Jamie Henson, en el centro comercial donde Jeanette y sus amigos Mallory y Vince crean una lista de actividades atrevidas. Mientras juegan al escondite en una casa que su padre ha vendido recientemente, Jeanette conoce al nuevo vicedirector del Skylin High School, Martin Harris. - En 1994, Kate lleva un año desaparecida y la ahora popular Jeanette celebra su cumpleaños con su ahora novio Jamie y los antiguos amigos de Kate. Una celosa Mallory se enfrenta a Jeanette por hacerse cargo de la vida de Kate, a lo que Jeanette se desentiende. Cuando se anuncia que Kate ha sido encontrada viva, Jeanette corre a ver a Jamie, quien le da un puñetazo en la cara, preguntándole qué le hizo a Kate. - En 1995, Jeanette, ahora despreciada a nivel nacional, pasa su cumpleaños reuniéndose con abogados y peleándose con su padre y su nueva novia. Mientras Jeanette ve las repeticiones del telediario, se revela que Kate fue secuestrada por Martin Harris, que posteriormente murió en un tiroteo con la policía. En otra entrevista, Kate afirma que Jeanette vio cómo la mantenían en cautividad pero no dijo nada, condenándola públicamente. |              |                                   |                     |                 |                           |                      |
| 2 | 2            | «A Smashing Good Time»            | Bill Purple         | Bert V. Royal   | 20 de abril de 2021       | 0,218                |
| Alternando entre el 26 de junio de 1993, 1994 y 1995, el día de la fiesta anual del jardín de la familia Wallis: - En 1993, Kate cree que su padrastro Rod está engañando a Joy. Ella le cuenta a Joy sobre la aventura e intenta encontrar pruebas, pero descubre que Rod sólo está planeando un crucero sorpresa para Joy. Kate se disculpa con Joy, pero ésta la reprende por hacer acusaciones y ser una vergüenza. Molesta, Kate abandona la fiesta y se emborracha. El jardinero Scott devuelve a Kate a su casa, donde ella descubre que Joy y Scott están teniendo una aventura. Angustiada, Kate se escapa de nuevo y es encontrada por Martin Harris. - En 1994, Jamie (que se ha reconciliado con Kate) y Rod están preocupados porque Kate se niega a hablar con la policía o a ir a terapia. Jamie se reúne en secreto con Jeanette, que jura que es inocente, y los dos se besan mientras Kate observa en secreto. Enfadada, Kate va a la policía y ofrece el collar de Jeanette como prueba de su acusación. - En 1995, Kate ha tomado un giro oscuro, volviéndose sarcástica y hostil. En una sala de chat para víctimas de secuestros, Kate confiesa a un amigo anónimo que no ha sido del todo sincera. Kate descubre entonces que Jeanette la ha demandado por difamación. Joy le dice a Rod que llame a sus abogados mientras Kate grita. |              |                                   |                     |                 |                           |                      |
| 3 | 3            | «Off with a Bang»                 | Kellie Cyrus        | Bert V. Royal   | 27 de abril de 2021       | 0,228                |
| Alternando entre el 4 de julio de 1993, 1994 y 1995: - En 1993, Mallory se enfurece cuando Jeanette tira el alijo de porros que trajo Mallory. Cindy sugiere a Jeanette que se distancie, recordando su propia popularidad en el instituto. Jeanette se escapa a casa de Martin Harris para robar un anuario como regalo de disculpa para Mallory. Más tarde, Jeanette posa en el espejo con un porro que guardaba en secreto. - En 1994, Greg y Derek se enfrentan furiosamente a Jamie por haber golpeado a Jeanette. Jeanette es interrogada por la policía y se sorprende cuando le muestran su collar. Cindy empieza a dudar de Jeanette. Mientras tanto, Vince se reúne con Ben, con quien sale en secreto. Jamie le pide a Jeanette que mantenga su beso en secreto y le pregunta cómo supo que Kate había desaparecido antes que los demás. - En 1995, Kate se enfrenta a Jeanette cuando se encuentran al volante, pero Jeanette se marcha. Jeanette practica cómo ser simpática imitando programas de televisión y evita las llamadas de Cindy. Durante los fuegos artificiales, Jeanette entra en la casa de Martin y encuentra a Vince. Tienen una conversación sincera y Jeanette admite que ha estado en casa de Martin muchas veces. Más tarde, Vince miente a los abogados de Jeanette, diciendo que no sabe si ella ha vuelto a la casa de Martin. |              |                                   |                     |                 |                           |                      |
| 4 | 4            | «You Don't Hunt, You Don't Eat»   | Laura Nisbet-Peters | Imogen Binnie   | 4 de mayo de 2021         | 0,260                |
| Alternando entre el 15 de julio de 1993, 1994 y 1995: - En 1993, Kate intenta establecer un vínculo con su hermanastra Ash mientras la familia se prepara para su viaje anual de caza con Jamie, Derek, Ben y Martin Harris. Kate trata de confiar en Ash sobre la aventura de Joy, pero Ash la ignora. Buscando compañía, Kate abandona una cita con Jamie para ir a ver las estrellas con Martin. - En 1994, Kate acude a terapia donde conoce a Mallory y las dos establecen un vínculo por su odio mutuo hacia Jeanette. La policía les dice a Kate y Joy que no tienen un caso sólido contra Jeanette, para su furia. Ash intenta establecer un vínculo con Kate, pero ésta culpa a Ash de haberla llevado a confiar en Martin. Después de que Derek bromee diciendo que Ash debería asumir un alter ego para llegar a Kate, Ash se une a la sala de chat de las víctimas del secuestro de Kate bajo un alias. - En 1995, Kate y su familia se reúnen con sus abogados, que insisten en que sus historias deben ser coherentes. Joy entra en pánico cuando encuentra una nota con la palabra «mentirosa» en su puerta y organiza el viaje anual de caza para asegurarse de que sus amigos apoyen a Kate. Joy acusa a Mallory de haber enviado la nota, para enfado de Kate. En la hoguera, Kate cuenta una historia de fantasmas sobre su secuestro, utilizando un personaje llamado Annabelle, culpando a los adultos por ponerla en el camino de Martin. En casa, Kate escucha las cintas de sus sesiones de terapia para detectar incoherencias. En una cinta, describe el encuentro con «Annabelle» cerca del final de su secuestro, pero no puede recordar de quién se trata. |              |                                   |                     |                 |                           |                      |
| 5 | 5            | «As the Carny Gods Intended»      | Daniel Willis       | Tia Napolitano  | 11 de mayo de 2021        | 0,236                |
| Alternando entre el 29 de julio de 1993, 1994 y 1995 durante la feria del condado de Skylin: - En 1993, como parte de su lista de cosas que hacer en el verano, Jeanette acude a una cita en la feria con Gideon, un tonto forastero, pero lo deja después de que la gente se burle de ellos, por lo que Martin la regaña. Kate y Martin siguen estrechando lazos, pero él le roba su coletero cuando se va. Cuando Jeanette se da cuenta, se ofrece a devolvérselo a Kate y se lo lleva. Kate comienza a enamorarse de Martin. - En 1994, Kate se enfrenta a Jamie por su beso con Jeanette, pero él la acusa de haberlo inventado. Cuando él trata de dar luz de gas a Kate utilizando como excusa sus recuerdos postraumáticos, ella rompe con él. Mientras tanto, Jeanette y Derek acuden a la feria con la esperanza de hablar con Kate, mientras Cindy empieza a caer en el alcoholismo. Greg conoce a Angela en un videoclub. Después de que Jeanette persiga a Kate y Mallory en un laberinto de espejos, Derek le dice que debería volver a ser la misma de antes, a lo que ella responde que no puede. - En 1995, Greg le cuenta a Jeanette cómo ha perdido todo por defenderla. Kate y Mallory se dirigen a la feria con la esperanza de encontrar a Jeanette, pero Kate encuentra a Jamie en su lugar, quien finalmente admite el beso y se disculpa con ella. Angela lleva a Jeanette a su bar para el karaoke. Mallory lleva a Kate al cementerio donde profanan la tumba de Martin. Kate se deja llevar por la rabia y rompe la lápida de Martin mientras Mallory observa.                                                                                               |              |                                   |                     |                 |                           |                      |
| 6 | 6            | «An Ocean Inside Me»              | Kellie Cyrus        | Brian Otaño     | 18 de mayo de 2021        | 0,260                |
| Alternando entre el 15 de agosto de 1993, 1994 y 1995. - En 1993, Jeanette, Mallory y Vince roban en tiendas mientras Tanya, la madre de Tenille, coquetea con Martin. Jeanette encubre a Vince y va a la cárcel del centro comercial donde se relaciona con Jamie. Más tarde, Jeanette se cuela en la casa de Martin. Cuando Martin y Tanya regresan, Jeanette se esconde en un armario. Jeanette es testigo de cómo Tanya se confía a Martin en un intento de seducirlo. Tanya descubre a Jeanette en el armario y le permite marcharse sin decírselo a Martin. - En 1994, Greg y Cindy discuten mientras Derek se prepara para ir a la universidad. Cindy husmea en la habitación de Jeanette y encuentra la llave de la casa de Martin. Cuando Greg y Derek menosprecian su preocupación, Cindy se marcha para quedarse con su hermana. Más tarde, Jeanette descubre un beso entre Vince y Ben en el videoclub mientras Tanya concede una entrevista en la que cambia su papel y el de Martin en la historia de su cita. - En 1995, Denise advierte a Jeanette de que Tanya será destituida. Jeanette chantajea a Tanya con lo que ésta le había confiado a Martin. Tanya no testifica contra Jeanette. Cindy se acerca a Angela en su bar para conocer el estado de salud de Jeannette. Greg, para su decepción, confirma que la llave que Cindy encontró en la habitación de Jeanette es la llave de la casa de Martin. |              |                                   |                     |                 |                           |                      |
| 7 | 7            | «Happy Birthday, Kate Wallis»     | Alexis Ostrander    | Savannah Ward   | 25 de mayo de 2021        | 0,198                |
| Alternando entre el 29 de agosto de 1993, 1994 y 1995, Kate Wallis celebra su cumpleaños: - En 1993, Jamie le dice a Rod que le ha comprado a Kate un anillo de compromiso. Después de dárselo, Kate se siente incómoda. Jamie se emborracha en el centro comercial con Kate y sus amigos y los dos aceptan que les lleve Martin. Más tarde, Kate llega tarde a una cena que Joy había planeado para descubrir que ya ha terminado. Harta de las mentiras, Kate revela a Rod la aventura de Joy y ésta, mintiendo para cubrir sus huellas, abofetea a Kate. Devastada, Kate hace las maletas y huye a casa de Martin. - En 1994, Kate no puede comer ni dormir. Después de invitar a Mallory por primera vez y revelarle esto, las dos se drogan junto con Ash. Mientras tanto, Joy presiona a una reticente Kate para que vaya a un programa de entrevistas, a lo que ella accede después de que una chica al azar afirme que Martin también intentó secuestrarla una vez. - En 1995, Kate sigue escuchando sus cintas de terapia antes de que Mallory la lleve a la pista de patinaje para celebrarlo. De vuelta a casa, Mallory descubre que Joy estaba detrás de la carta «mentirosa» en la puerta de los Wallis. Kate se enfrenta a Joy, quien le revela que está molesta porque Kate nunca la perdonó. Derek descubre los mensajes anónimos de Ash con Kate en la sala de chat en línea e imprime una copia para llevársela a Jeanette, dándole a ésta el conocimiento de que Kate había ido a casa de Martin por voluntad propia. |              |                                   |                     |                 |                           |                      |
| 8 | 8            | «Proof»                           | Daniel Willis       | Addison McQuigg | 1 de junio de 2021        | 0,310                |
| Alternando entre el 30 de agosto de 1993, 1994 y 1995, el primer día de clase: - En 1993, sigue creciendo la desavenencia entre Jeanette y Mallory mientras intentan terminar el último punto de la lista de deseos. Vince y Jeanette deben vigilar mientras Mallory graba un vídeo de broma en toda la escuela, pero los dos abandonan sus puestos para que Vince y Ben puedan relacionarse y Jeanette pueda espiar una reunión entre Martin y Joy en la que ésta le revela que Kate no llegó a casa la noche anterior. Después de que Mallory es descubierta y se enfada, Jeanette rompe su amistad. Más tarde, Martin destruye la cinta de broma confiscada que muestra a Kate en la ventana de su casa momentáneamente. - En 1994, Greg interroga a Jeanette sobre la llave de la casa de Martin y la obliga a entregarla a la policía. Jeanette intenta alejarse de Vince para proteger su relación secreta con Ben y pronto decide abandonar la escuela para evitar el escrutinio. Un Jamie ebrio es arrestado después de estrellar accidentalmente su auto mientras conducía con Ben, dejándolo con una lesión extrema en el brazo. - En 1995, Jeanette presenta sus nuevas pruebas a Denise antes de reunirse airadamente con su distanciada madre para desayunar. Jeanette se reúne con Jamie, quien finalmente se disculpa por haberla golpeado. Después de que él le muestre a Jeanette un críptico mensaje de voz con una fuerte respiración que recibió la Nochebuena después del secuestro de Kate, Jeanette corre a casa de Mallory y le pide «la» bola de nieve que Mallory finge no tener.                                                                             |              |                                   |                     |                 |                           |                      |
| 9 | 9            | «A Secret of My Own»              | Alexis Ostrander    | Matt Antonelli  | 8 de junio de 2021        | 0,297                |
| Alternando entre el otoño de 1993 y 1994. - En 1993, Martin deja a Kate en su casa donde pasa el día en lugar de ir a la escuela. Después de que Kate es designada como la persona desaparecida, Martin se preocupa y le dice que se vaya, pero los dos juegan a Yo nunca en lugar de posponer las cosas para decidir qué hacer. Después de veintiún días juntos, los dos han comenzado una relación sentimental bajo el mutuo acuerdo de que Kate no debe salir de su casa. Pasan Halloween y Acción de Gracias, y en Nochebuena, Kate ha caído en un estado depresivo porque extraña el mundo exterior. Esa noche, Jeanette se cuela en la casa de Martin mientras él está de compras y roba una bola de nieve (la misma que ella quería de Mallory en el episodio anterior), pero accidentalmente deja caer su collar, que Kate recoge y mantiene en secreto a Martin. Kate luego se escapa para espiar a sus padres y se va con la suposición de que están disfrutando de sus vidas sin ella. Después de que Kate intenta irse para siempre, Martin la encierra en el sótano para salvar su reputación. - En 1994, durante la terapia, Kate recuerda sus primeros meses de cautiverio en los que no estaba encerrada en el sótano. Su terapeuta le informa que Martin la estaba arreglando. |              |                                   |                     |                 |                           |                      |
| 10 | 10           | «Hostile Witness»                 | Bill Purple         | Bert V. Royal   | 15 de junio de 2021       | 0,386                |
| Alternando entre el 3 de octubre de 1993, 1994 y 1995. - En 1993, Mallory se enfrenta a Jeanette por robar la bola de nieve de Martin y se la lleva. - En 1994, Kate denuncia a Jeanette en «The Marsha Bailey Show». - En 1995, el caso judicial comienza mientras Jamie y Jeanette continúan reconectando. La honestidad de Kate se pone en duda cuando sus chats en línea se presentan como evidencia. Desesperada, Kate hace que Jeanette se reúna con ella en la casa de Martin, donde vuelven a visitar la noche que supuestamente Jeanette vio a Kate. Sin embargo, los dos descubren que en realidad fue Mallory quien vio a Kate en cautiverio. Kate se disculpa con Jeanette antes de que las dos visiten el sótano donde Kate finalmente recuerda a «Annabelle» como el arma de Martin que usó para dispararle a Martin después de que él no se atrevía a hacerlo. Más tarde, Kate anuncia públicamente la inocencia de Jeanette antes de enfrentarse a Mallory. Mallory revela que no se dio cuenta de que era Kate a quien había visto y solo lo reconstruyó después del rescate de Kate, pero no pudo revelar su secreto en ese momento sin exponer que Kate no siempre estaba en el sótano. Un mes después, Jeanette perdona a Kate en «The Marsha Bailey Show» mientras Kate y Mallory se besan. Al final, se revela que Jeanette había irrumpido en la casa de Martin nuevamente en 1994 y escuchó a Kate pidiendo ayuda desde el sótano, pero la ignoró después de darse cuenta de que era Kate. |              |                                   |                     |                 |                           |                      |

### Temporada 2 (2023)
| N.º en serie | N.º en temp. | Título                              | Dirigido por        | Escrito por                 | Fecha de emisión original | Audiencia (millones) |
| ------------ | ------------ | ----------------------------------- | ------------------- | --------------------------- | ------------------------- | -------------------- |
| 11           | 1            | «Welcome to Chatham»                | Bill Purple         | Elle Triedman               | 5 de junio de 2023        | 0,223                |
| 12           | 2            | «Ride or Die»                       | Laura Nisbet-Peters | Matt Morgan                 | 5 de junio de 2023        | 0,116                |
| 13           | 3            | «Bloody Knuckles»                   | Bill Purple         | Heather F. Robb             | 12 de junio de 2023       | 0,124                |
| 14           | 4            | «Springing a Leak»                  | Ben Hernandez Bray  | Elle Triedman               | 19 de junio de 2023       | 0,073                |
| 15           | 5            | «All I Want for Christmas»          | Hiromi Kamata       | Heather Thomason            | 26 de junio de 2023       | 0,095                |
| 16           | 6            | «The Plunge»                        | Laura Nisbet-Peters | Jason Sack                  | 3 de julio de 2023        | 0,145                |
| 17           | 7            | «It's the End of the World»         | Bill Purple         | Matt Morgan & Elle Triedman | 10 de julio de 2023       | 0,081                |
| 18           | 8            | «Confess Your Sins»                 | Ben Hernandez Bray  | Heather Thomason            | 17 de julio de 2023       | 0,112                |
| 19           | 9            | «The Miseducation Of Luke Chambers» | Laura Nisbet-Peters | Elle Triedman               | 24 de julio de 2023       | 0,165                |
| 20           | 10           | «Endgame»                           | Bill Purple         | Elle Triedman               | 31 de julio de 2023       | 0,174                |

## Producción

### Desarrollo
En septiembre de 2019, se anunció que Freeform ordenó la producción del episodio piloto creado por Bert V. Royal de una serie entonces titulada Last Summer. Royal produce junto con Jessica Biel, Michelle Purple y Max Winkler, quien también dirigió el piloto. Las compañías de producción involucradas en la serie son Entertainment One y Iron Ocean Productions. En enero de 2020, se anunció que el piloto fue elegido para ser una serie y se ordenó la producción de esta. En mayo de 2020, se informó que el título de la serie cambiaría de nombre, de ser Last Summer a Cruel Summer. La serie se estrenó el 20 de abril de 2021. El 15 de junio de 2021, Freeform renovó la serie para una segunda temporada, que se estrenó el 5 de junio de 2023. El 8 de diciembre de 2023, Freeform canceló la serie después de dos temporadas.

### Casting
En noviembre de 2019, se anunció que Michael Landes, Brooklyn Sudano, Harley Quinn Smith, Chiara Aurelia, Mika Abdalla, Froy Gutierrez, Allius Barnes, Blake Lee y Nathaniel Ashton se unieron al elenco principal de la serie. En mayo de 2020, se anunció que Olivia Holt se unió al elenco principal reemplazando a Mika Abdalla. En octubre de 2020 se anunció que Sarah Drew se unió al elenco recurrente de la serie. El marzo de 2021 se anunció que Barrett Carnahan, Andrea Anders, Benjamin J. Cain y Nicole Bilderback se unieron al elenco recurrente de la serie.

### Música
Además de Wendy Melvoin y Lisa Coleman como principales compositoras de la serie, la serie se apoya en gran medida en una banda sonora inspirada en los años 90. En el segundo episodio se utiliza notablemente la canción «Zombie» de The Cranberries.

## Recepción

### Respuesta crítica
La serie al momento de su estreno ha recibido una respuesta positiva de la crítica. En el sitio web del agregador de reseñas Rotten Tomatoes, la temporada tiene un índice de aprobación del 91%, basándose en 22 reseñas con una calificación media de 7,9/10. El consenso de la crítica dice: «Aunque puede tener demasiadas cosas, los deliciosos giros de Cruel Summer y los deliciosos giros de sus jóvenes estrellas nunca dejan de ser entretenidos». En Metacritic, tiene una puntuación media ponderada de 74 sobre 100 basada en 12 reseñas, lo que indica «reseñas generalmente favorables».
Saloni Gajjar de The A.V. Club, dio a la serie una B y escribió: «Cruel Summer consigue superar su enrevesada narración porque encuentra formas interesantes y fundamentadas de explorar el impacto de las expectativas de la sociedad sobre estas jóvenes, y cómo su ciudad y sus propias familias contribuyen a la presión a la que se enfrentan».

### Audiencias
El 30 de abril de 2021, se anunció que Cruel Summer es el debut de serie más visto de la historia en Freeform con una media de 3,81 millones de espectadores totales en multiplataformas durante su primera semana.
| N.º | Título                            | Fecha de emisión    | ÍA (18–49) | Audiencia (millones) | DVR (18–49) | Audiencia DVR (millones) | Total (18–49) | Audiencia total (millones) |
| --- | --------------------------------- | ------------------- | ---------- | -------------------- | ----------- | ------------------------ | ------------- | -------------------------- |
| 1   | «Happy Birthday, Jeanette Turner» | 20 de abril de 2021 | 0,1        | 0,274                | 0,1         | 0,238                    | 0,2           | 0,512                      |
| 2   | «A Smashing Good Time»            | 20 de abril de 2021 | 0,1        | 0,218                | 0,1         | 0,201                    | 0,2           | 0,419                      |
| 3   | «Off with a Bang»                 | 27 de abril de 2021 | 0,1        | 0,228                | 0,1         | 0,302                    | 0,2           | 0,530                      |
| 4   | «You Don't Hunt, You Don't Eat»   | 4 de mayo de 2021   | 0,1        | 0,260                | 0,1         | 0,338                    | 0,2           | 0,598                      |
| 5   | «As the Carny Gods Intended»      | 11 de mayo de 2021  | 0,1        | 0,236                | 0,1         | 0,341                    | 0,2           | 0,577                      |
| 6   | «An Ocean Inside Me»              | 18 de mayo de 2021  | 0,1        | 0,260                | —           | —                        | —             | —                          |
| 7   | «Happy Birthday, Kate Wallis»     | 25 de mayo de 2021  | 0,1        | 0,198                | 0,1         | 0,339                    | 0,2           | 0,537                      |
| 8   | «Proof»                           | 1 de junio de 2021  | 0,2        | 0,310                | 0,1         | 0,301                    | 0,3           | 0,611                      |
| 9   | «A Secret of My Own»              | 8 de junio de 2021  | 0,1        | 0,297                | 0,1         | 0,300                    | 0,2           | 0,597                      |
| 10  | «Hostile Witness»                 | 15 de junio de 2021 | 0,2        | 0,386                | 0,1         | 0,380                    | 0,3           | 0,766                      |